# Попівська сільська рада (Конотопський район)
Попі́вська сільська́ ра́да — колишній орган місцевого самоврядування в Конотопському районі Сумської області. Адміністративний центр — село Попівка.

## Загальні відомості
- Населення ради: 4 923 особи (станом на 2001 рік)

## Населені пункти
Сільській раді підпорядковані населені пункти:
- с. Попівка
- с. Селище
- с. Тулушка

Колишні населені пункти
- Рівчаки, 2007-го з обліку зняте

## Склад ради
Рада складається з 24 депутатів та голови.
- Голова ради: Савченко Сергій Петрович
- Секретар ради: Савченко Світлана Юріївна

### Керівний склад попередніх скликань
| Прізвище, ім'я, по батькові | Основні відомості                                                         | Дата обрання | Дата звільнення |
| --------------------------- | ------------------------------------------------------------------------- | ------------ | --------------- |
| Костирко Володимир Іванович | Сільський голова, 1953 року народження, безпартійний                      | 26.03.2006   | 31.10.2010      |
| Савченко Сергій Петрович    | Сільський голова, 1972 року народження, освіта вища, член Партії регіонів | 15.05.2011   |                 |

Примітка: таблиця складена за даними сайту Верховної Ради України